# He venido a pedirte perdón
He venido a pedirte perdón (spanisch für Ich bin gekommen, um dich um Verzeihung zu bitten) ist ein Lied des mexikanischen Singer-Songwriters Juan Gabriel, das 1980 sowohl auf seinem Album Recuerdos als auch auf Single (mit El Noa-Noa auf der B-Seite) erschien. In den offiziellen Musikvideos beider Lieder dieser Single wirkt die mexikanische Schauspielerin Meche Carreño mit.

## Inhalt
Der Protagonist wendet sich an seine ehemalige Partnerin, die ihn verlassen hat, und bittet um Verzeihung für alle Fehler, die er begangen hat. Um sich persönlich bei ihr zu entschuldigen, hat er dieses Lied geschrieben: Escucha esta canción que escribí para ti, mi amor. Con esta mi canción he venido a pedirte perdón. (Höre dir dieses Lied an, das ich für dich geschrieben habe, mein Liebling. Mit diesem Lied von mir bin ich gekommen, um dich um Verzeihung zu bitten.). Gleichzeitig wünscht er, der nach der Trennung selbst einsam und verlassen ist und die Schuld an der gescheiterten Beziehung ganz auf sich allein nimmt, seiner ehemaligen Partnerin alles Gute für ihre Zukunft: Que seas muy feliz, deseo mi amor. Que nunca llores, que nunca sufras así. (Dass du sehr glücklich wirst, wünsche ich dir, mein Liebling. Dass du niemals weinst und niemals so leidest.).

## Coverversionen
Obwohl das Lied von mehreren Interpreten gecovert wurde, erzielten nur die Versionen des mexikanischen Sängers Cristian Castro und der kolumbianischen Gruppe Aterciopelados millionenfache Abrufe beim Videoportal YouTube.